# Die Einheit
Die Partei Die Einheit (Eigenschreibweise: DIE EINHEIT) war eine deutsche Kleinpartei. Sie wurde am 23. März 2013 in Köln als Aussiedler und Migranten Partei Deutschland – EINHEIT gegründet.

## Programmatische Ausrichtung
Die Partei setzte sich in erster Linie für Aussiedler und Spätaussiedler ein. Der Vorsitzende Dimitri Rempel war stellvertretender Vorsitzender des Kölner Integrationsrats und zehn Jahre lang SPD-Mitglied, bevor er die Partei Die Einheit gründete. Nach eigenen Angaben trat die Partei ein für eine „systematische Weiterentwicklung des Bildungssystems in Deutschland“, für „Bekämpfung der Altersarmut“ durch eine „Umgestaltung der Mindestrente-Regelung“, für den „Schutz [...] vor staatlicher Überregulierung“ kleinerer Unternehmen, für eine „klare Regelung der legalen Einwanderung“ und „entschlossene Eindämmung der illegalen Migration“. Die Partei wandte sich gegen das geplante TTIP-Abkommen.
Im Parteiprogramm wurden außerdem „erhöhte Strafen für alle Straftaten, die von Pädophilien [sic], Mördern und Rückfalltäter [sic] begangen werden“, und „die Einführung einer früheren strafrechtlichen Verantwortung für schwere und sehr schwere Verbrechen, die von Kindern und Jugendlichen begangen sind [sic] (jetzt – ab 14 Jahren)“, gefordert.
Weiterhin forderte das Grundsatzprogramm im Themenbereich Energie, Umwelt und Naturschutz u. a. die Erlaubnis zum „freien Fischfang in allen Gewässern Deutschlands“ oder die „Strafe für den falschen Müllauswurf und Nichtbeseitigung des Hundekots zu erhöhen“.

## Wahlen
Die Partei trat bei den Kommunalwahlen 2014 in Köln an, verfehlte aber mit 764 Stimmen und einem Anteil von 0,19 % deutlich das Ziel, in den Stadtrat zu kommen. Bei den Kommunalwahlen in Baden-Württemberg 2014 bekam die Partei in Baden-Baden 3.768 Stimmen (0,6 %) und in Remseck am Neckar 1.426 Stimmen (0,7 %), womit sie ohne Mandate blieb. Bei der Landtagswahl in Rheinland-Pfalz 2016 trat sie mit einer Landesliste an und erreichte 3.105 Stimmen (0,15 %), bei der gleichzeitig stattfindenden Landtagswahl in Baden-Württemberg 2016, wo es keine Landeslisten gibt, kandidierte die Partei nur in einem Wahlkreis und erhielt 214 Stimmen (0,0 %). Bei der Wahl im Saarland 2017 entfielen 0,2 % der Stimmen auf sie.

## Organisation
Laut Bundeswahlleiter hatte die Partei im Jahr 2016 Landesverbände in Baden-Württemberg, Nordrhein-Westfalen, Hessen, Rheinland-Pfalz, Berlin, Bayern, Saarland, Niedersachsen und Hamburg und war nach eigenen Angaben in „23 Städten in 10 Bundesländern“ aktiv.
Inzwischen ist Die Einheit nicht mehr im Parteienverzeichnis des Bundeswahlleiters aufgelistet. Ein Auflösungsdatum ist bisher nicht bekannt geworden.

## Kritik
Die Partei stand wiederholt in der Kritik, ein verlängerter Arm des Putin-Regimes in Russland  zu sein, mit dem Ziel, die deutsche Innenpolitik zu beeinflussen. Insbesondere im Vorlauf zur Bundestagswahl 2017 wurde diese Kritik laut. Die Partei selbst konnte mangels Unterstützungsunterschriften nicht an der Wahl teilnehmen.
Die Partei fiel mit rassistischen Äußerungen auf. Der Gründer rief im Anschluss die rechtsextreme Chriskon („Christlich konservativ“) ins Leben.